# تیم ملی فوتبال زنان روسیه
تیم ملی فوتبال زنان روسیه نماینده روسیه در بین‌المللی فوتبال زنان است. این تیم تحت کنترل اتحادیه فوتبال روسیه و وابسته به یوفا است. یوری کراسنوژان در دسامبر ۲۰۲۰ جایگزین النا فومینا به عنوان مربی تیم شد.[۲]
روسیه به دو جام جهانی ۱۹۹۹، ۲۰۰۳ و پنج دوره قهرمانی اروپا، ۱۹۹۷، ۲۰۰۱، ۲۰۰۹، ۲۰۱۳ و ۲۰۱۷ راه یافت.
به عنوان تیم مردان، تیم ملی زنان روسیه جانشین مستقیم تیم‌های ملی زنان کشورهای مستقل مشترک المنافع و اتحاد جماهیر شوروی است.

## تاریخ

### آغاز
اتحاد جماهیر شوروی (که در طول مبارزات انتخاباتی به کشورهای مشترک المنافع تبدیل شد) با تنها تلاش خود به مرحله یک چهارم نهایی قهرمانی زنان اروپا در سال ۱۹۹۳ رسید و روسیه دو سال بعد با شکست دادن هر دو تیم به آلمان در دو بازی به مرحله یک چهارم نهایی رسید. در سال ۱۹۹۷، آنها مستقیماً به مسابقات نهایی راه یافتند، اما یک بار توسط سوئد، فرانسه - که در مرحله مقدماتی شکست داده بودند - و اسپانیا شکست خوردند. با این حال، آنها به لطف دو برد ۲–۱ پلی آف مقابل فنلاند، و پیروزی راحت مقابل ژاپن و کانادا، یک چهارم نهایی را برای آنها به ارمغان آورد، جایی که آنها به نایب قهرمانی نهایی باختند. چین.

### پس از پایان قرن بیست و یکم
آنها بدون شکست به فینال قاره ۲۰۰۱ رفتند اما در مرحله گروهی تنها یک امتیاز مقابل انگلیس کسب کردند. روند خوب مقدماتی روسیه سپس در جام جهانی ۲۰۰۳ ادامه یافت و آنها دوباره قبل از باخت ۷–۱ مقابل آلمان به مرحله یک چهارم نهایی رسیدند. قبل از اینکه فنلاند با شکست دادن روسیه در بازی‌های پلی آف یورو ۲۰۰۵ زنان یوفا، انتقام برگشت خود را در سال ۱۹۹۹ انتقام گرفت، پیش از آن که روسیه در مسابقات مقدماتی جام جهانی ۲۰۰۷ آلمان را به تساوی بکشاند.

## حاضر
امید دوباره به زودی از نسل جوان سرازیر شد، با این حال، با عضوی جوان از تیم ۲۰۰۳، النا دانیلوا، که الهام بخش قهرمانی اروپا در سال ۲۰۰۵ قهرمانی زنان زیر ۱۹ سال اروپا بود، اولین قهرمانی آنها پس از شوروی در تیم ملی در هر سطحی. اگرچه این مهاجم از مشکلات مصدومیت رنج می‌برد، اما بسیاری از همکاران او در تیم بزرگسالان فارغ‌التحصیل شده‌اند و روسیه در نهایت با گل‌های دراماتیک خارج از خانه در بازی مقابل اسکاتلند به فینال‌های سال ۲۰۰۹ رسید. در تورنمنت نهایی، روسیه در گروه C مقابل سوئد، ایتالیا و انگلیس قرار گرفت. این تیم نتوانست مرحله گروهی را پشت سر بگذارد و با شکست در هر سه بازی، ۲ گل و ۸ واگذاری، در رده آخر قرار گرفت.
در مسابقات مقدماتی جام جهانی فوتبال زنان ۲۰۱۱، روسیه در گروه ۶ با سوئیس، جمهوری ایرلند، اسرائیل و قزاقستان همگروه شد، جایی که روسیه در مرحله گروهی حذف شد زیرا آنها مرحله را پشت سر سوئیس به پایان رساندند.

### کیت و تاج
کیت خانگی روسیه شامل پیراهن قرمز مارون، شورت قرمز و جوراب سفید قرمز است. کیت خارج از خانه آنها شامل شلوارک سفید و آبی روشن و جوراب سفید آبی روشن است.

### ورزشگاه خانگی
تیم ملی فوتبال زنان روسیه بازی‌های خانگی خود را در ورزشگاه روسیانکا برگزار می‌کند.

## لباس
پوشش خانگی این تیم شامل جوراب‌های طلایی ٬شلوارک و پیراهن‌های عنابی رنگ است. پوشش خارج از خانه آن‌ها نیز به صورت تمام رنگ سفید می‌باشد.

## پیشینه

### جام جهانی
| جام جهانی | جام جهانی      | جام جهانی       | جام جهانی | جام جهانی | جام جهانی | جام جهانی | جام جهانی | جام جهانی |
| سال       | نتیجه          | بازی انجام داده | برد       | تساوی*    | باخت      | گل زده    | گل خورده  | تفاضل گل  |
| --------- | -------------- | --------------- | --------- | --------- | --------- | --------- | --------- | --------- |
| ۱۹۹۱      | حاضر نشد       | -               | -         | -         | -         | -         | -         | -         |
| ۱۹۹۵      | راه نیافت      | -               | -         | -         | -         | -         | -         | -         |
| ۱۹۹۹      | یک چهارم نهایی | ۴               | ۲         | ۰         | ۲         | ۱۰        | ۵         | +۵        |
| ۲۰۰۳      | یک چهارم نهایی | ۴               | ۲         | ۰         | ۲         | ۶         | ۹         | −۳        |
| ۲۰۰۷      | راه نیافت      | -               | -         | -         | -         | -         | -         | -         |
| ۲۰۱۱      | راه نیافت      | -               | -         | -         | -         | -         | -         | -         |
| ۲۰۱۵      | راه نیافت      | -               | -         | -         | -         | -         | -         | -         |
| مجموع     | ۲/۷            | -               | -         | -         | -         | -         | -         | -         |

*نتایج شامل ضربات پنالتی نیز می‌شود.

### مسابقات زنان جام یوفا
| سال   | دور            | رتبه      | بازی انجام داده | برد       | تساوی     | باخت      | گل زده    | گل خورده  |
| ----- | -------------- | --------- | --------------- | --------- | --------- | --------- | --------- | --------- |
| ۱۹۹۳  | یک چهارم نهایی | -         | ۱               | ۰         | ۰         | ۱         | ۰         | ۷         |
| ۱۹۹۵  | یک چهارم نهایی | -         | ۱               | ۰         | ۰         | ۱         | ۰         | ۵         |
| ۱۹۹۷  | دور اول        | -         | ۳               | ۰         | ۰         | ۳         | ۲         | ۶         |
| ۲۰۰۱  | دور اول        | -         | ۳               | ۰         | ۱         | ۲         | ۱         | ۷         |
| ۲۰۰۵  | راه نیافت      | راه نیافت | راه نیافت       | راه نیافت | راه نیافت | راه نیافت | راه نیافت | راه نیافت |
| ۲۰۰۹  | دور اول        | -         | ۳               | ۰         | ۰         | ۳         | ۲         | ۸         |
| ۲۰۱۳  | دور اول        | -         | ۳               | ۰         | ۲         | ۱         | ۳         | ۵         |
| مجموع | ۶/۷            |           | ۱۴              | ۰         | ۳         | ۱۱        | ۸         | ۳۸        |